# Ololygon cosenzai
Espèce
Synonymes
- Scinax cosenzai Lacerda, Peixoto & Feio, 2012

Ololygon cosenzai est une espèce d'amphibiens de la famille des Hylidae.

## Répartition
Cette espèce est endémique du Minas Gerais au Brésil. Elle se rencontre à Araponga et Ervália entre 980 et 1 385 m d'altitude dans la Serra do Brigadeiro.

## Description
Les mâles mesurent de 17,54 à 20,97 mm et les femelles de 22,65 à 24,02 mm.

## Étymologie
Cette espèce est nommée en l'honneur du professeur Braz Antônio Pereira Cosenza.

## Publication originale
- Lacerda, Peixoto & Feio, 2012 : A new species of the bromeligenous Scinax perpusillus group (Anura; Hylidae) from Serra do Brigadeiro, State of Minas Gerais, southeastern Brazil. Zootaxa, no 3271, p. 31-42.